# Bleak Expectations
Bleak Expectations is een Britse sitcom op BBC Radio 4, geschreven door Mark Evans, die er ook zelf in meespeelt, en uitgezonden vanaf 15 augustus 2007. Er werden twee reeksen van elk zes afleveringen van gemaakt.

## Concept
De serie is een pastiche op het werk van Charles Dickens alsmede diverse kostuumdrama’s die zich in de 19e eeuw afspelen. De titel is een combinatie van de Dickens-romans Bleak House en Great Expectations. De reeks werd in 2008 bekroond met de British Comedy Guide Editors’ Award door de website British Comedy Guide.
Het hoofdpersonage van Bleak Expectations heet Philip "Pip" Bin (naar het hoofdpersonage Pip uit Great Expectations); zijn twee zusters heten Poppy en Pippa. Hun idyllische landleventje wordt verstoord wanneer hun vader sterft en hun moeder krankzinnig wordt. De huisbewaarder heet Mr. Gently Benevolent en is een ware fielt en snoodaard, die de kinderen opsluit in de gruwelijkste kostschool van Engeland, St. Bastard’s, en het belendende klooster St. Bitch’s. De naam Gently Benevolent is een parodie op de Dickensiaanse gewoonte om personages namen te geven die iets over hun karakter zeggen; een ander personage, Mr. Skinflint Parsimonious, is de vrijgevigste man op aarde. Pip en zijn zusters pogen de boosaardige antagonist Mr. Gently Benevolent uit te schakelen met behulp van Harry Biscuit, wiens vader het koekje uitvond.
Het hele verhaal is een raamvertelling, waarbij de geschiedenis achteraf verteld wordt door de bejaarde Pip Bin, die voortdurend in bombastische grootspraak verzandt. De serie drijft de spot met alle clichés uit de 19e-eeuwse roman, zoals cholera, opiumverslaving, kadaverdiscipline op de kostscholen, vooruitgangsoptimisme en spoken. Uiteindelijk wordt Pip Bin op het eind van reeks één rijk dankzij zijn revolutionaire uitvinding: the Bin. In reeks twee staat zijn schielijk overleden vijand Mr. Gently Benevolent echter uit de dood op met als enige doel Pips leven te vergallen; Pip besluit zich kandidaat voor de Commons te stellen en raakt verslaafd aan gin. Mr. Gently Benevolent haalt daarop een leger van marsmannetjes, in een parodie op The War of the Worlds.
In 2009 werd een derde reeks opgenomen.